# Grevinnans rå naturreservat
Grevinnans rå naturreservat är ett naturreservat i Norrtälje kommun i Stockholms län.
Området är naturskyddat sedan 2016 och är 53 hektar stort. Reservatet omfattar mindre höjder och mindre våtmarker. Reservatet består av barrskog med lövträd i fuktigare delar.